# Villy-sur-Yères
Villy-sur-Yères ist eine französische Gemeinde mit 217 Einwohnern (Stand: 1. Januar 2022) im Département Seine-Maritime in der Region Normandie (vor 2016 Haute-Normandie). Sie gehört zum Arrondissement Dieppe und zum Kanton Eu. 

## Geographie
Villy-sur-Yères liegt etwa 43 Kilometer ostnordöstlich von Dieppe am Yères. Umgeben wird Villy-sur-Yères von den Nachbargemeinden Le Mesnil-Réaume im Norden, Melleville im Norden und Nordosten, Grandcourt im Süden und Osten, Fresnoy-Folny im Süden, Avesnes-en-Val im Süden und Südwesten sowie Sept-Meules im Westen und Nordwesten.

## Bevölkerungsentwicklung
| Jahr                      | 1962 | 1968 | 1975 | 1982 | 1990 | 1999 | 2006 | 2013 |
| Einwohner                 | 209  | 200  | 184  | 180  | 174  | 138  | 173  | 201  |
| Quelle: Cassini und INSEE |      |      |      |      |      |      |      |      |

## Sehenswürdigkeiten
- Kirche Saint-Martin in Villy-le-Bas
- Kirche Saint-Aquilin in Val-du-Roi

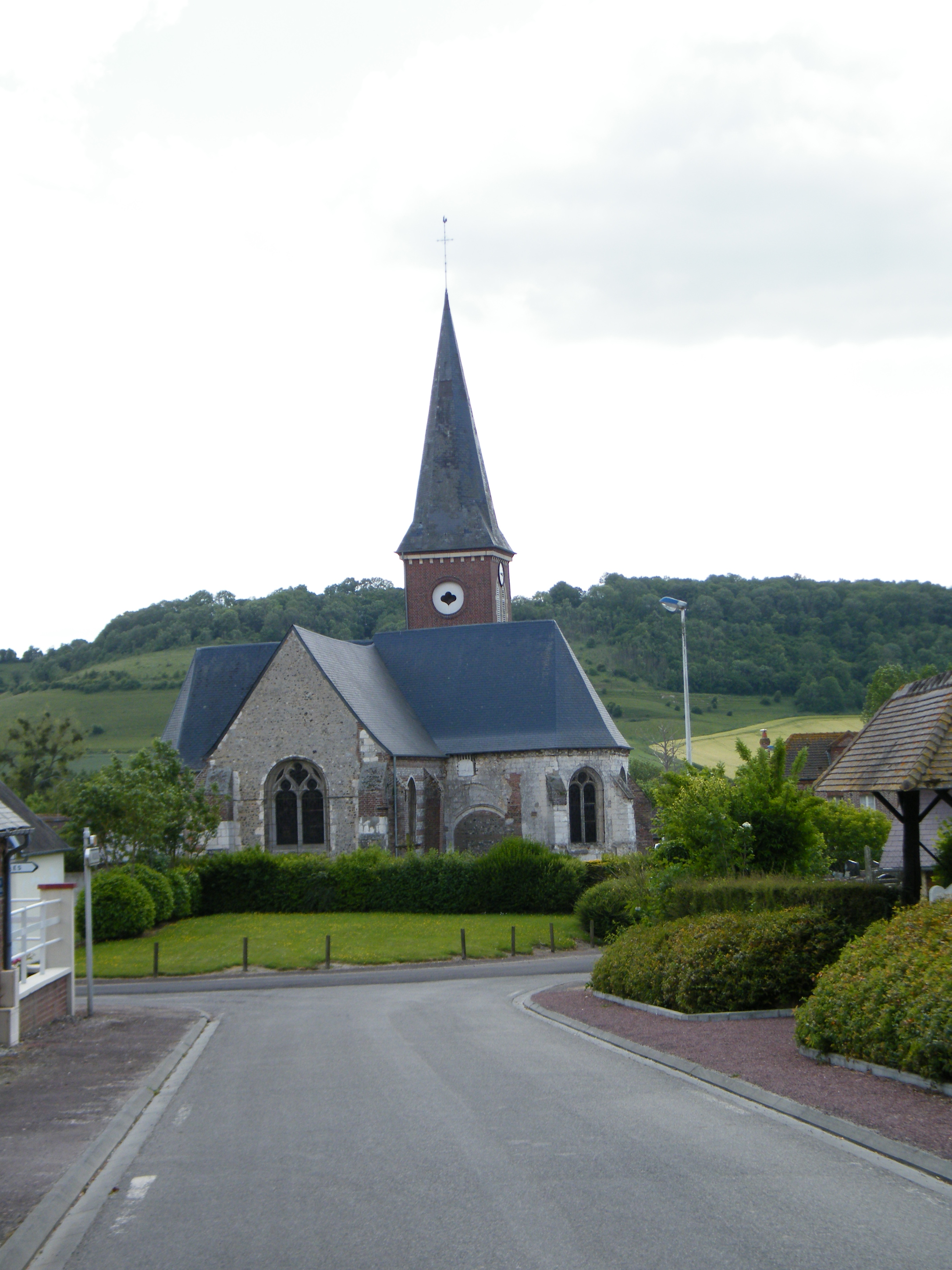
Kirche Saint-Martin